# Rattus hoffmanni
Rattus hoffmanni is een rat die voorkomt op Celebes en enkele omliggende eilanden. Hij is verwant aan Rattus mollicomulus uit Gunung Lompobatang in het zuidwesten van Celebes en mogelijk aan Rattus koopmani uit het eiland Peleng ten oosten van Celebes.

## Kenmerken
R. hoffmanni is een middelgrote soort met een eenkleurige staart die ongeveer even lang is als de kop en de romp. De voeten zijn bruin, net als de grote oren. De vacht is zacht en dicht. De rug is bruin, de buik grijs. Vrouwtjes hebben acht mammae. Het karyotype is 2n=42, FN=61 (mannetjes) of FN=62 (vrouwtjes). De kop-romplengte bedraagt 175 tot 210 mm, de staartlengte 155 tot 192 mm, de achtervoetlengte 36 tot 42 mm, de oorlengte 22 tot 24 mm en het gewicht 130 tot 240 gram. Vrouwtjes zijn iets groter dan mannetjes.

## Levenswijze
Deze soort eet vruchten, zoals blijkt uit de inhoud van zijn maag. Daar zijn ook zaden, stukken wortel en blad en stukken insect in gevonden, maar het grootste deel van de maaginhoud bestaat uit fruitpulp, en waarschijnlijk konden deze insecten niet snel genoeg wegkomen toen de rat het fruit opat.
Er worden vier of vijf jongen tegelijk geboren. De rat paart het hele jaar lang.

## Verspreiding
Hoewel hij lang niet overal daadwerkelijk is gevonden, komt de soort waarschijnlijk overal op Celebes voor, behalve op Gunung Lompobatang. Tot nu toe is hij tot op 2300 m hoogte gevonden. Op twee eilanden voor de kust is dit dier aangetroffen: Lembeh bij de noordelijke arm en Malenge in de Togianeilanden, tussen de noordelijke en de oostelijke arm.

## Habitat
Deze soort leeft in alle regenwoudtypes op Celebes. Hij komt vooral voor bij stroompjes en andere plaatsen die ook tijdens de hitte overdag koel en nat blijven. Op grotere hoogte komt hij ook op andere plaatsen voor, blijkbaar omdat het daar sowieso koeler is. Hoewel deze rat voornamelijk gevangen wordt op de grond, zijn er ook enkele gevangen in vallen op een paar meter boven de grond.

## Parasieten
Op R. hoffmanni zijn de volgende parasieten gevonden: de luis Hoplopleura sembeli en mijten uit de families Histiostomatidae, Mesostigmatidae, Trombiculidae (soorten: Leptotrombidium deliense, Schoengastia sulawesiensis, Ascoschoengastia indica, Eutrombicula wichmanni en ongeïdentificeerde soorten van Gahrliepia en Schoutedenichia) en Anoedidae en de superfamilie Listrophoroidea.

## Taxonomie
Dit dier werd oorspronkelijk beschreven als Mus rattus var. celebensis door Dr. B. Hoffmann, in 1887. Hij gaf een goede beschrijving van het dier. Deze naam kon echter niet gebruikt worden, omdat Mus celebensis J.E. Gray, 1867 al was gebruikt voor het dier dat nu Taeromys celebensis heet. Daarom werd hij later hernoemd naar Mus hoffmanni, en sinds Rattus als een geslacht apart van Mus wordt beschouwd (ongeveer sinds 1903) wordt hij algemeen Rattus hoffmanni genoemd.
Er is een aantal vormen beschreven voor ratten uit de R. hoffmanni-groep: Rattus hoffmanni linduensis Miller & Hollister, 1921 uit Midden-Celebes, Rattus mollicomus Miller & Hollister, 1921 uit de hooglanden van Noordoost-Celebes, Rattus hoffmanni mengkoka Tate & Archbold, 1935 uit Zuidoost-Celebes, Rattus biformatus Sody, 1941 uit de Togianeilanden en Rattus tatei Ellerman, 1941 uit Midden-Celebes. R. mollicomus werd oorspronkelijk beschouwd als het equivalent van 'R. hoffmanni uit de laaglanden in de bergen, maar de variatie tussen laagland- en hooglandvormen lijkt meer ecologisch dan genetisch bepaald, zodat deze soort tegenwoordig als een synoniem van R. hoffmanni wordt gezien. Alleen biformatus uit de Togianeilanden schijnt nog wat te verschillen van de andere vormen, op Rattus mollicomulus uit Gunung Lompobatang in het zuidwesten na. Dat is waarschijnlijk een aparte soort, doordat hij verschilt in vachtkleur en veel kleiner is dan andere populaties.
Het is nog niet geheel duidelijk aan welke soorten, behalve aan R. mollicomulus, R. hoffmanni verwant is. Waarschijnlijk is R. koopmani, een grote rat uit de Pelengeilanden, ten oosten van Celebes, verwant aan R. hoffmanni, maar helemaal zeker is dat niet. Er is ook gesuggereerd dat R. hoffmanni verwant is aan R. tawitawiensis uit Tawitawi in de zuidelijke Filipijnen, maar latere onderzoeken spreken dat tegen. R. hoffmanni behoort waarschijnlijk echter wel tot Rattus zelf, hoewel hij de typesoort is van een apart geslacht, Mollicomys Sody, 1941. In die tijd werd R. hoffmanni soms echter ook als een vorm van R. rattus gezien.